# Mamerco Emilio Scauro
Mamerco Emilio Scauro (in latino: Mamercus Aemilius Scaurus; 16 a.C. circa – Roma, 34) è stato un magistrato e oratore romano, console dell'Impero romano.

## Biografia

### Origini familiari
Scauro faceva parte di un illustre ramo della patrizia gens Aemilia, gli Aemilii Scauri, che erano assurti alle massime cariche della Repubblica romana tra II e I secolo a.C. Il bisnonno di Scauro era stato il grande princeps senatus, console del 115 a.C. e censore nel 109 a.C. Marco Emilio Scauro, che aveva capitanato gli optimates nei difficili primi anni del I secolo a.C. Figlio di questo, e nonno di Scauro, era stato l'omonimo Marco Emilio Scauro, proquestore di Pompeo Magno in Siria e suo legato vittorioso contro il nabateo Areta tra 65/64 e 61 a.C., edile nel 58 a.C. e pretore nel 56 a.C., che, appoggiato nella sua candidatura al consolato dal primo triumvirato, fu accusato di malversazione al ritorno dalla sua propretura in Sardinia et Corsica, fu difeso efficacemente da Cicerone con la pro Scauro ma rimase coinvolto nello scandalo elettorale del 54 a.C., ed infine fu esiliato per corruzione nel 52 a.C. Padre di Scauro, figlio del precedente con Mucia Terzia ex-moglie di Pompeo Magno, fu Marco Emilio Scauro, che tradì il fratello uterino Sesto Pompeo fuggito in Asia nel 35 a.C. e, dopo la battaglia di Azio del 31 a.C., fu condannato a morte ma salvato per intercessione della madre.

### Carriera sotto Tiberio
I primi passi della carriera di Scauro non sono noti, ma nelle fonti egli compare per la prima volta il 17 settembre del 14, alla riunione in cui venne discussa l'assunzione del principato da parte di Tiberio. Prendendo la parola dopo i consolari Gaio Asinio Gallo, Lucio Arrunzio e Quinto Aterio, Scauro, probabilmente pretore all'epoca, parlò, come i precedenti oratori, in modo sgradito a Tiberio, affermando che vi era la speranza che le suppliche del senato non fossero vane, dal momento che Tiberio non aveva opposto il veto alla mozione dei consoli con la sua potestà tribunizia. Il figlio di Augusto, diversamente a quanto fece con gli altri, non rispose alle parole di Scauro, verso cui era adirato con ancora maggior implacabilità.
Scauro ricompare poi nel 20, quando la moglie Emilia Lepida, da cui Scauro aveva avuto una figlia, fu accusata in senato dopo una lacrimevole scenata in teatro che aveva aizzato il popolo contro l'ex-marito Publio Sulpicio Quirinio. Su proposta di Gaio Rubellio Blando, sostenuto da Druso minore, Lepida fu condannata per ulteriori reati gravi alla aquae et ignis interdictio, ma Scauro ottenne che i di lei beni non fossero confiscati.
All'inizio dell'anno successivo, il 21, Scauro intervenne in una lite in senato tra l'ex-pretore Gneo Domizio Corbulone e il giovane Lucio Cornelio Silla Felice, reo di non aver ceduto il posto ad uno spettacolo gladiatorio al primo. Dopo lunghi discorsi sulla mancanza di rispetto dei giovani tenuti dai parenti di Silla, tra cui Lucio Arrunzio e soprattutto lo stesso Scauro, zio e al tempo stesso patrigno del giovane ma anche oratore più fecondo dell'epoca, Druso, console, intervenne a placare gli animi e Corbulone ottenne soddisfazione da Scauro.
Poco dopo, nel medesimo anno, Scauro ricoprì il consolato come suffetto - probabile segno dell'inimicizia di Tiberio, soprattutto considerando l'alta nobiltà della gens Aemilia e invece i numerosi anni trascorsi tra la pretura del 14 e il consolato - nella primavera-estate del 21 insieme a Gneo Tremelio in sostituzione dello stesso Tiberio, console per la quarta volta, e di suo figlio Druso minore, console per la seconda volta.
Nel successivo 22, Scauro, che per motivi ignoti non amministrò mai alcuna provincia, si incrudelì insieme al pretore Giunio Otone e all'edile Bruttedio Nigro contro il proconsole d'Asia uscente, Gaio Giunio Silano, accusato di concussione dagli alleati di Roma, incolpandolo anche di laesa maiestas verso il divo Augusto e Tiberio. Scauro diede peso alle sue accuse adducendo illustri esempi dal passato, compresa l'accusa del bisnonno Marco contro Publio Rutilio, pur ignorando, certo volontariamente, che tali esempi antichi erano riferiti a colpe ben più gravi. Tacito, deprecando la condotta di Scauro, scrive:
(Tacito, Annali, III, 66, 2 [trad. Bianca Ceva, BUR])
I cattivi costumi di Scauro sono biasimati anche da Seneca, che critica l'ottusità di chi, ricordando gli antenati di Scauro, lo aveva promosso al consolato ignorando le sue turpitudini, tutt'altro che nascoste:
(Seneca, Dei benefici, IV, 31, 3-5.)
Il padre dello stesso Seneca, Lucio Anneo Seneca il Vecchio, traccia un quadro dell'attività oratoria di Scauro, contraddistinta da una violenza, da un fascino e da un'elaborazione retorica e performativa sopraffina, ma anche da un'ignavia e da una mancanza di cura formale che ne comprometteva il risultato:
(Seneca il Vecchio, Controversiae, X, pr. 2-3.)

### Caduta e suicidio
Scauro ricompare poi dieci anni dopo, passando da accusatore ad accusato, quando nel 32, sulla scia del vortice di processi scatenati dall'arresto e dalla morte di Seiano, Scauro fu incolpato di maiestas insieme agli altri consolari Gaio Annio Pollione con il figlio non consolare Lucio Annio Viniciano, Gaio Appio Giunio Silano e Gaio Calvisio Sabino. Se Silano e Sabino furono messi fuori pericolo dal tribuno della coorte urbana Celso, le cause di Pollione, Viniciano e Scauro furono avocate a sé da Tiberio in persona, per esaminarle insieme al senato: solo per Scauro il princeps aggiunse osservazioni ominose.
Il processo dovette per il momento concludersi però con un'assoluzione. Due anni dopo, infatti, nel 34 Scauro venne accusato una seconda volta di maiestas da Servilio Tusco e Cornelio Prisco: se questi due lo incolpavano di adulterio con l'ex-moglie di Druso minore Livilla e di pratiche magiche, fu però l'azione del nuovo prefetto del pretorio Macrone, bravo come Seiano a distruggere le persone ma più discreto del predecessore, a suggellare la fine di Scauro, che venne denunciato per aver scritto la tragedia Atreus, in cui la biasimata figura di Atreo sembrava - secondo l'accusa - riferirsi a Tiberio e alcuni versi inseriti da Macrone si rivolgevano esplicitamente contro il princeps. Scauro, definito da Tacito "insigne per nobiltà di stirpe e per la sua oratoria avvocatesca, ma ignominioso per la sua condotta di vita", decise allora, su esortazione della moglie Sestia, di suicidarsi insieme alla stessa moglie, con un gesto, secondo lo stesso storiografo, "degno degli antichi Emili".
Scauro era stato sposato prima con la nobile Emilia Lepida, promessa sposa di Lucio Cesare e poi moglie di Publio Sulpicio Quirinio, e in seguito con Sestia, ma non aveva avuto figli maschi, mentre l'unica figlia avuta da Lepida sembra essere morta prima di lui: Lucio Cornelio Silla Felice, suo figliastro e nipote al tempo stesso, era quindi solamente figlio di Sestia e del primo marito di lei, il quale doveva essere fratello uterino di Scauro. Con quest'ultimo, come afferma Seneca il Vecchio, si estinse l'illustre famiglia degli Aemilii Scauri.